# Битва при Гуменне
Битва при Гуменне (венг. Homonnai csata, пол. Bitwa pod Humiennem) произошла 23 ноября 1619 года между армией княжества Трансильвания и «лисовчиками» Речи Посполитой возле города Гуменне (восточная Словакия) во время чешского периода Тридцатилетней войны. 
Польская кавалерия под командованием Валентина Рогавского одержала победу над трансильванской армией, возглавляемой будущим князем Трансильвании Дьёрдем І Ракоци. Единственное сражение Тридцатилетней войны, в котором участвовали польские войска.

## Предыстория
Многие территории Священной Римской империи видели в начавшейся войне прекрасную возможность усилить собственные позиции. Одной из них была Венгрия, возглавляемая князем Трансильвании Габором Бетленом. Он установил сотрудничество с антигабсбургской Евангелической унией и за короткий срок захватил Прессбург, а затем в ноябре 1619 года начал осаду Вены. Военное положение императора Фердинанда II стало катастрофическим, поэтому он направил в Речь Посполитую официальную миссию с просьбой о помощи, однако король Сигизмунд III Ваза не пожелал официально вступать в войну. Будучи сторонником Католической лиги и Габсбургов, Сигизмунд III принял решение отправить на помощь окруженной Вене 10 000 наёмников-«лисовчиков», желая прекратить их грабежи на польских землях. Командование приняли Другет де Оманне, беглый магнат из Трансильвании, имеющий семейные связи с семьёй Мнишек, а также Валентий Роговский, командир «лисовчиков».

## Ход сражения
По плану «лисовчики» должны были наступать через Словакию в Трансильванию. Дьёрдь I Ракоци преградил путь польской армии на удобных оборонительных позициях на холмах близ Гуменне на реке Лаборец у места слияния двух долин. 22 ноября 1619 года по совету Оманне часть польских войск успешно вступила в бой с трансильванской конницей, после чего группа Валентия Роговского попыталась выйти в тыл венграм, но безуспешно. 23 ноября, когда лобовые атаки на Ракоци не увенчались успехом, было принято решение попытаться оттянуть трансильванские войска с укрепленных позиций, используя тактику ложного побега. Ракоци дал сигнал преследовать. «Лисовчики», выполняя приказ Роговского, резко развернулись и вступили в бой с кавалерией, а затем с неподготовленной к бою трансильванской пехотой. Ракоци приказал войскам отступить. Победа осталась за «лисовчиками».

## Результаты
В результате сражения трансильванская армия потеряла около 3000 солдат, а сам Ракоци лишился двух братьев. С оставшимися войсками он отступил к замку Маковица, который «лисовчики» не захватили из-за отсутствия артиллерии. Когда Бетлен узнал о поражении Ракоци, он снял осаду с Вены, собрал своих солдат и отправился в северную Трансильванию для её защиты от «лисовчиков». Позже неудачи заставили Бетлена подписать 16 января 1620 года в Прессбурге мирный договор с Польшей.
Победа поляков при Гуменне позволила спасти Вену — имперскую столицу, поэтому польские историки называют эту битву «Первым освобождением Вены».